# Alexander Khanine
Pour les articles homonymes, voir Khanine.
Alexander Andreïevitch Khanine, né le 12 juillet 1955 à Orenbourg et mort le 12 février 2013, est un peintre russe.

## Biographie

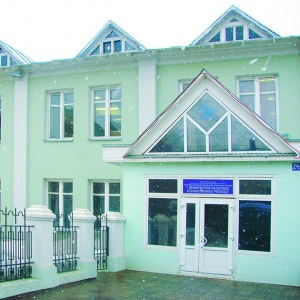
Vue de l'entrée de l'école d'Art d'Orenbourg

Diplômé de l'École d'Art d'Orenbourg en 1973, Alexander Andreïevitch Khanine devient, en 1989, membre de la branche d'Orenbourg de l'Union des peintres russes. En 1981, il est accepté dans le groupe «Sadki Akademiya» (en russe : Садки Академия), qui comprend alors Guennadi Glakhteev, Anton Vlassenko, Vladislav Eremenko, Valéry Gazoukine, Irina Makarova, Nikolai Rybnov.
Ses voyages dans les montagnes (Arkhyz), à Sadki ou plus tard à Pasmourovo, près de Bouzoulouk lui apportent beaucoup, tant sur le plan théorique que pratique.
À partir de 1991, Alexander Khanine participe à plusieurs reprises à des ventes aux enchères de l'Hôtel Drouot à Paris. Il apprend le français et s'exile aussi périodiquement pendant plusieurs mois à Toulouse et Biarritz, à la recherche d'inspiration et de nouvelles lumières. Il est résident du Centre international des arts (Paris, France).
En plus de 30 ans de carrière, l'artiste participe à de nombreuses expositions collectives et personnelles, en Russie, mais aussi en France. Ainsi, avec le soutien de Claude Robert (président de la Compagnie des commissaires-priseurs de Paris dans les années 70), il est l'invité d'un «Atelier du Siècle», organisé en son honneur chez Millon & Robert, avenue d’Eylau à Paris, le 6 mai 1996. Cette initiative fait connaître son travail aux collectionneurs et marchands d'art français. À cette occasion, Claude Robert qualifie le peintre d'« Ambassadeur de Russie à Paris ». Pendant de nombreuses années, Alexander Khanine est associé à diverses galeries et collectionneurs en Europe; les œuvres de l'artiste sont conservées dans des musées d'Orenbourg, de Moscou et dans des collections institutionnelles ou privées en Russie, en France, en Allemagne, en Finlande, en Israël et aux États-Unis.

## Style artistique
Durant sa carrière de peintre, Alexander Khanine passe du réalisme à l'intégration progressive de l'avant-garde russe et étrangère avec, à partir des années 1990, l'adoption des principes du cubisme. Il s'essaie à différents genres: portraits, paysages et compositions complexes à plusieurs figures.
Il dira de son art: "Mon langage est la forme, le volume, rendu incolore. La forme n'est exprimée que par l'ombre et la lumière".  

## Hommages

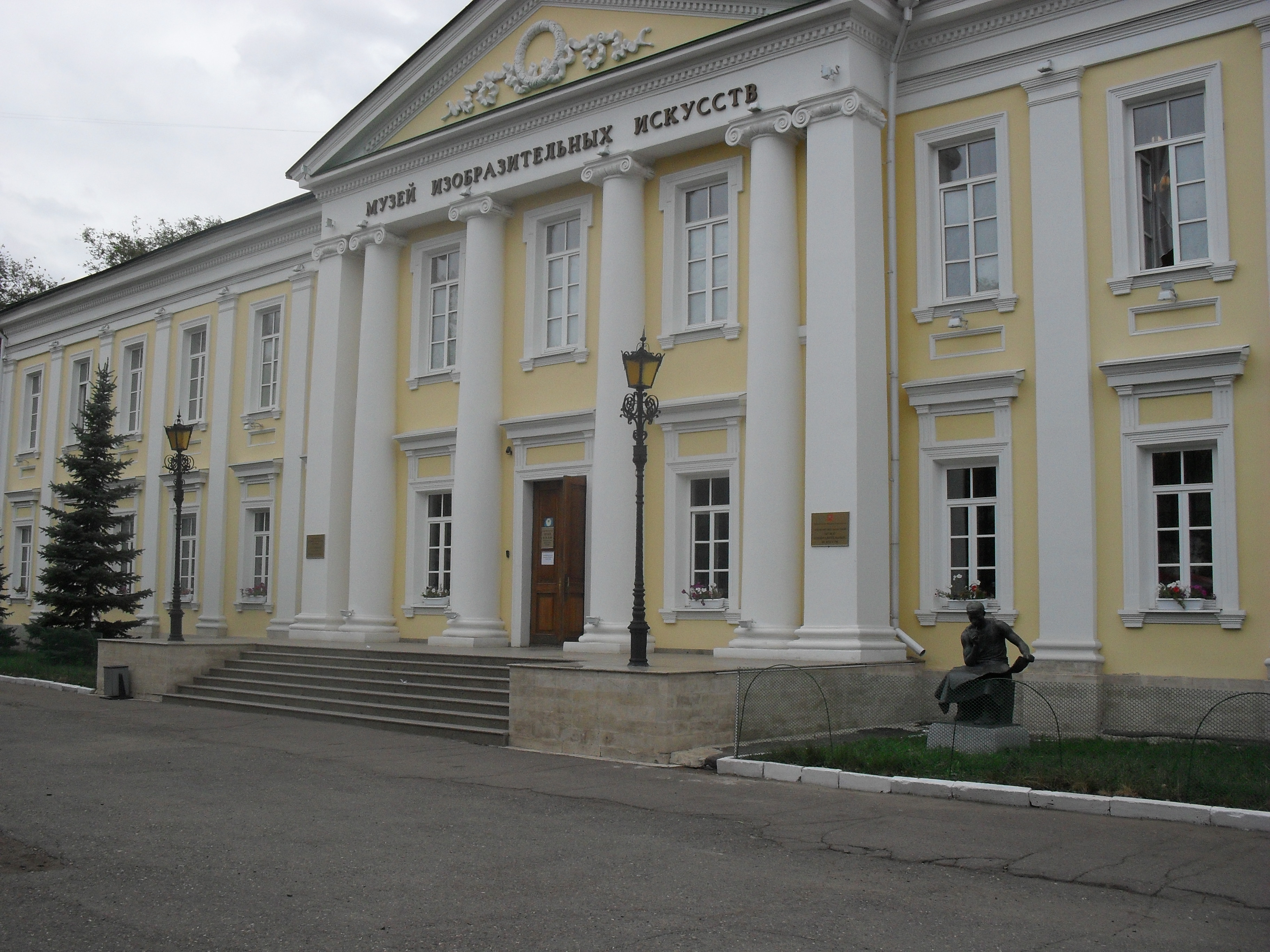
Orenbourg, Musée des Beaux-Arts

Le 26 octobre 2017, le musée régional des Beaux-arts d'Orenbourg accueille une soirée consacrée à l'héritage du peintre Alexander Khanine. Le but de la soirée n'est pas seulement de se souvenir de l'artiste, mort prématurément, mais aussi d'attirer l'attention du public sur son art. Cet événement est l'occasion de présenter des toiles, des croquis et des dessins réalisés par l'artiste au sein du groupe Sadki Akademiya (à partir de 1981), des portraits, des études en plein air (Pasmourovo) et les dernières peintures inspirées des idées de l'avant-garde russe. L'auteur et animateur de la soirée est l'artiste, historien et critique d'art d'Orenbourg Igor Smekalov.
Alexander Khanine est référencé dans le Bénézit, Dictionnaire critique et documentaire des peintres, sculpteurs, dessinateurs et graveurs de tous les temps et de tous les pays.